# The Knife Thrower and Other Stories
The Knife Thrower and Other Stories är en novellsamling av den amerikanske författaren Steven Millhauser, utgiven 1998 av Crown Publishers. Berättelserna hade tidigare publicerats i tidskrifter som The Paris Review, Harper's Magazine och The New Yorker. Novellerna hör till genren magisk realism.

## Innehåll
- "The Knife Thrower"
- "A Visit"
- "The Sisterhood of Night"
- "The Way Out"
- "Flying Carpets"
- "The New Automaton Theater"
- "Clair de Lune"
- "The Dream of the Consortium"
- "Balloon Flight, 1870"
- "Paradise Park"
- "Kaspar Hauser Speaks"
- "Beneath the Cellars of Our Town"